# Georg von Aranka

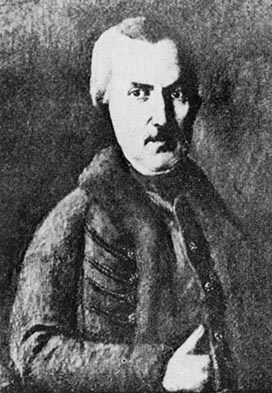
Georg von Aranka

Georg von Aranka, auch György Aranka, (* 15. September 1737 in Szék, Siebenbürgen; † 11. März 1817 in Márosvásárhely, Siebenbürgen) war ein ungarischer Schriftsteller und Jurist.

## Leben
Georg von Aranka war der Sohn eines reformierten Superintendenten. Seinen frühen Unterricht erhielt er in Márosvásárhely (rumänisch: Târgu Mureș). Dort zeigte er bereits Gedächtnisprobleme, wegen derer ihn sein Lehrer hart bestrafte. Es wurde berichtet, von Aranka sei von dem Lehrer selbst bei Husten mit dem Halseisen bestraft worden. Anschließend wurde er in Aiud auf einem Predigerseminar ausgebildet, wo er sich mit Philosophie und Theologie befasste und nach Abschluss seiner Studien Lehrer der Logik wurde. Daneben bereitete er sich vor, Geistlicher zu werden und hielt Probepredigten. Dabei hatte er Probleme, seine Predigten auswendigzulernen, und bei einem Gottesdienst, den er in einem Dorf abhielt, vergaß er eine Bitte des Vaterunsers. Dies bewog ihn 1764 dazu, sein Vorhaben, Geistlicher zu werden, aufzugeben. Er wandte sich von der Theologie ab und entschied sich, Jurist zu werden.
Noch 1764 wurde von Aranka Kanzellist bei Adam von Nemes. Zwei Jahre darauf wurde er Protokollist bei der Kanzlei von Anton von Domokos. Dort verrichtete er Dienste wie Schuhe putzen oder den Tisch decken, wie es für damalige ungarische Jurapraktikanten üblich war. Von Domokos zeigte sich zufrieden, indem er mit von Aranka beispielsweise Karten spielte. Später wurde er Protokollist des Michael von Cserey, 1774 dann bei David von Székely. Um diese Zeit erlernte er sowohl die französische als auch die deutsche Sprache. Er studierte Mathematik bei Alexander Kovásznai in Târgu Mureș, was er während seiner Studienzeit versäumt hatte. Gegen 1777 begann er zu dichten.
Zur selben Zeit beschäftigte sich von Aranka damit, ein französischsprachiges Werk Drelincourts, dessen Inhalt die Furcht vor dem Tod nehmen soll, ins Ungarische zu übersetzen. Schließlich gab er die Übersetzung als philosophisch-theologisches Werk unter dem Namen seines Vaters heraus. Außerdem studierte er Jura, wobei es damals keine juristischen Lehrstühle in Ungarn gab, so dass er Akten aus Prozessen lesen und abschreiben musste. Weil er dadurch gezwungen war, viel zu sitzen, litt er an Hypochondrie und an einer Augenschwäche, so dass ihm Sonnenlicht unerträglich wurde. Vorübergehend trug er, um das letzte Übel zu überwinden, einen Sonnenhut. Schließlich ging von Székely mit ihm nach Wien, wo seine besten Ärzte lebten. Diese behaupteten, von Arankas Augenkrankheit sei nicht zu heilen. Ein Apotheker in Sighișoara empfahl hingegen, täglich in einem Fluss zu baden, was von Arankas Augenschwäche langsam minderte.
Nach seiner Genesung ging von Aranka wieder nach Wien, wo er der Fürstin Maria Theresia gegenüber den Wunsch äußerte, eine Anstellung zu erhalten. Da sie ihm wohlwollend gegenüberstand, ernannte sie ihn zum Supernumerar-Assessor. 1787 ernannte ihn Kaiser Joseph II. zum Assessor zu Târgu Mureș. 1790 wurde er Supernumerar der königlichen Tafel, 1796 dann wirklicher Beisitzer. Man berichtete, dass er sich in Sitzungen zuteils mit anderen Sachen beschäftigte, so schrieb er Gedichte oder Aufsätze, hörte zugleich aber mit. 1801 begann er auch, Vorlesungen zur Kantschen Philosophie zu besuchen. Seit 1804 fungierte er außerdem als Zensor von Büchern.
79-jährig verstarb von Aranka 1817 in Târgu Mureș, als er fiel und mit dem Kopf gegen die Wand schlug. Man beschrieb ihn als geselligen Menschen. Er blieb unverheiratet. Durch seine Ämter verdiente er zum Leben ausreichend viel Geld. Das Geld wiederum, das sein Vater ihm vermachte, nutzte er, um seinen Bruder und seine Freunde finanziell zu unterstützen.

## Werke
Georg von Aranka verfasste viele Gelegenheitsgedichte, wobei angemerkt wurde, dass er die Dichtkunst nicht von Geburt auf beherrschte, und 17 eigenständig erschienene Werke. Er gründete in Siebenbürgen eine Gelehrtengesellschaft, der es darum ging, die ungarische Sprache zu fördern. Diese Gesellschaft bestand allerdings nur einige Jahre. Auch übersetzte er französische Werke. Daneben sammelte er Urkunden über die siebenbürgische Geschichte.